# جينيفيف بوتشنر
جينيفيف بوتشنر هي ممثلة كندية، ولدت في 10 نوفمبر 1991 في إدمونتون في كندا.

## وصلات خارجية
- جينيفيف بوتشنر على موقع IMDb (الإنجليزية)
- جينيفيف بوتشنر على موقع ميتاكريتيك (الإنجليزية)
- جينيفيف بوتشنر على موقع روتن توميتوز (الإنجليزية)
- جينيفيف بوتشنر على موقع ألو سيني (الفرنسية)
- جينيفيف بوتشنر على موقع أول موفي (الإنجليزية)
- جينيفيف بوتشنر على موقع قاعدة بيانات الفيلم (الإنجليزية)
- جينيفيف بوتشنر على موقع ليتربوكسد (الإنجليزية)
- جينيفيف بوتشنر على موقع كينوبويسك (الروسية)